# Bunonema richtersi
Bunonema richtersi är en rundmaskart. Bunonema richtersi ingår i släktet Bunonema och familjen Bunonematidae. Arten är reproducerande i Sverige. Inga underarter finns listade i Catalogue of Life.